# Valve Hammer Editor
Valve Hammer Editor är en baneditor som används för att konstruera banor och spelmiljöer till FPS-spel, främst till Half-Life, Half-Life 2, och deras modifikationer. I programmet placeras 3D-primitiver och objekt som exempelvis fiender och vapen. Valve Hammer Editors föregående namn var WorldCraft, men programmet döptes om i version 3.4. Valve har också släppt en ny version för Source-motorn, version 4, som används i bland annat Half-Life 2, Counter-Strike: Source, Portal 2 och Team Fortress 2.